# Franck Atsou
Franck Atsou (Lomé, 1 de agosto de 1978) é um futebolista profissional togolês, defensor, milita no Esteghlal F.C..

## Carreira
Atsou fez parte do elenco da Seleção Togolesa de Futebol na Copa do Mundo de 2006.